# Čuang Ťia-žung
Čuang Ťia-žung čínsky: 莊佳容, angl. Chuang Chia-jung (* 10. ledna 1985, Kao-siung, Tchaj-wan) je tchajwanská profesionální hráčka tenisu. Ve své dosavadní kariéře vyhrála 14 turnajů WTA ve čtyřhře.

## Finále na Grand Slamu

### Ženská čtyřhra: 2 (0–2)
| Stav       | rok  | turnaj          | povrch | spoluhráčka  | soupeřky ve finále                | výsledek           |
| ---------- | ---- | --------------- | ------ | ------------ | --------------------------------- | ------------------ |
| Finalistka | 2007 | Australian Open | tvrdý  | Čan Jung-žan | Cara Blacková Liezel Huberová     | 4–6, 7–6(7–4), 1–6 |
| Finalistka | 2007 | US Open         | tvrdý  | Čan Jung-žan | Nathalie Dechyová Dinara Safinová | 4–6, 2–6           |

## Finálové účasti na turnajích WTA (25)

### Čtyřhra - výhry (14)
| Legenda                     |
| Kategorie Tier I (1)        |
| Kategorie Tier II (2)       |
| Kategorie Tier III (3)      |
| Kategorie Tier IV (4)       |
| Kategorie Premier (1)       |
| Kategorie International (3) |

| Č.  | Datum             | Turnaj                          | Povrch | Partnerka        | Soupeřky ve finále                      | Výsledek          |
| 1.  | 2. říjen 2005     | Soul, Jižní Korea               | tvrdý  | Čan Jung-žan     | Natalie Grandinová Jill Craybasová      | 6-2, 6-4          |
| 2.  | 18. únor 2007     | Bangalore, Indie                | tvrdý  | Čan Jung-žan     | Alla Kudrjavcevová Sie Šu-wej           | 6-7(4), 6-2, 11-9 |
| 3.  | 17. červen 2007   | Birmingham, Anglie              | tráva  | Čan Jung-žan     | Sun Tchien-tchien Meilen Tuová          | 7-6(3), 6-3       |
| 4.  | 22. červen 2007   | 's-Hertogenbosch, Nizozemsko    | tráva  | Čan Jung-žan     | Anabel Medinová Virginia Ruanová        | 7-5, 6-2          |
| 5.  | 23. září 2007     | Peking, Čínská lidová republika | tvrdý  | Sie Šu-wej       | Ji-fan Suová Sin-jun Chanová            | 7-6(3), 6-3       |
| 6.  | 30. září 2007     | Soul, Jižní Korea               | tvrdý  | Sie Šu-wej       | Eleni Daniilidouová Jasmin Wöhrová      | 6-2, 6-2          |
| 7.  | 10. únor 2008     | Pattaya City, Thajsko           | tvrdý  | Čan Jung-žan     | Sie Šu-wej Vania Kingová                | 6-4, 6-3          |
| 8.  | 18. květen 2008   | Řím, Itálie                     | antuka | Čan Jung-žan     | Iveta Benešová Janette Husárová         | 7-6(5), 6-3       |
| 9.  | 27. červenec 2008 | Los Angeles, USA                | tvrdý  | Čan Jung-žan     | Vladimíra Uhlířová Eva Hrdinová         | 2-6, 7-5, 10-4    |
| 10. | 28. září 2008     | Soul, Jižní Korea               | tvrdý  | Sie Šu-wej       | Věra Duševinová Maria Kirilenková       | 6-3, 6-0          |
| 11. | 12. duben 2009    | Ponte Vedra Beach, USA          | antuka | Sania Mirzaová   | Květa Peschkeová Lisa Raymondová        | 6-3, 4-6, 10-7    |
| 12. | 9. srpen 2009     | Los Angeles, USA                | tvrdý  | Jen C’           | Maria Kirilenková Agnieszka Radwańska   | 6-0, 4-6, 10-7    |
| 13. | 18. říjen 2009    | Ósaka, Japonsko                 | tvrdý  | Lisa Raymondová  | Chanelle Scheepersová Abigail Spearsová | 6-2, 6-4          |
| 14. | 16. leden 2010    | Hobart, Austrálie               | tvrdý  | Květa Peschkeová | Čan Jung-žan Monica Niculescuová        | 3-6, 6-3, 10-7    |

### Čtyřhra - prohry (11)
| Legenda                     |
| Grand Slam (2)              |
| Kategorie Tier I (1)        |
| Kategorie Tier II (1)       |
| Kategorie Tier III (3)      |
| Kategorie Tier IV (3)       |
| Kategorie International (1) |

| Č.  | Datum           | Turnaj                     | Povrch  | Partnerka          | Vítězky                                     | Výsledek          |
| 1.  | 3. říjen 2004   | Soul, Jižní Korea          | tvrdý   | Sie Šu-wej         | Mi-ra Jeonová Cho-Yoon Jeongová             | 6-3, 1-6, 7-5     |
| 2.  | 1. říjen 2006   | Soul, Jižní Korea          | tvrdý   | M. Diazová-Olivová | Paola Suárezová Virginia Ruanová Pascualová | 6-2, 6-3          |
| 3.  | 8. říjen 2006   | Tokio, Japonsko            | tvrdý   | Čan Jung-žan       | Jelena Kostanićová Vania Kingová            | 7-6(2), 5-7, 6-2  |
| 4.  | 27. leden 2007  | Australian Open, Austrálie | tvrdý   | Čan Jung-žan       | Liezel Huberová Cara Blacková               | 6-4, 6-7(4), 6-1  |
| 5.  | 11. únor 2007   | Pattaya City, Thajsko      | koberec | Čan Jung-žan       | Mara Santangelová Nicole Prattová           | 6-4, 7-6(4)       |
| 6.  | 17. březen 2007 | Indian Wells, USA          | tvrdý   | Čan Jung-žan       | Samantha Stosurová Lisa Raymondová          | 6-3, 7-5          |
| 7.  | 9. září 2007    | US Open, USA               | tvrdý   | Čan Jung-žan       | Nathalie Dechyová Dinara Safinová           | 6-4, 6-2          |
| 8.  | 6. říjen 2007   | Tokio, Japonsko            | tvrdý   | Vania Kingová      | Sun Tchien-tchien Jen C’                    | 1-6, 6-2, 10-6    |
| 9.  | 9. březen 2008  | Bangalore, Indie           | tvrdý   | Čan Jung-žan       | Pcheng Šuaj Sun Tchien-tchien               | 6-4, 5-7, 10-8    |
| 10. | 24. květen 2008 | Štrasburk, Francie         | tvrdý   | Čan Jung-žan       | Tatiana Perebijnisová Jen C’                | 6-4, 6-7(3), 10-6 |
| 11. | 11. duben 2010  | Ponte Vedra Beach, USA     | antuka  | Pcheng Šuaj        | B. Matteková-Sandsová Jen C’                | 4-6, 6-4, 10-8    |

## Fed Cup
Ťia-žung Čuangová se zúčastnila 28 zápasů ve Fed Cupu za tým Tchaj-wanu s bilancí 7-6 ve dvouhře a 16-4 ve čtyřhře.

## Postavení na žebříčku WTA na konci roku

### Dvouhra
| Rok    | 2001 | 2002   | 2003   | 2004   | 2005   | 2006   | 2007   | 2008   | 2009   |
| Pořadí | 743. | ▲ 469. | ▲ 313. | ▲ 200. | ▼ 307. | ▲ 177. | ▼ 507. | ▲ 462. | ▼ 501. |

### Čtyřhra
| Rok    | 2001 | 2002   | 2003   | 2004   | 2005  | 2006  | 2007 | 2008  | 2009  |
| Pořadí | 944. | ▲ 362. | ▲ 293. | ▲ 135. | ▲ 75. | ▼ 87. | ▲ 7. | ▼ 16. | ▼ 28. |